# エルゲーヨ＝マラクウェト (カウンティ)
エルゲーヨ＝マラクウェト（スワヒリ語: Wilaya ya Elgeyo-Marakwet、英語: Elgeyo-Marakwet County）はケニア西部の旧リフトバレー州中部のカウンティ。
中心都市はイテン。
2009年の人口は36万9998人。

## 人口[1]
- 1979年8月24日：14万8868人
- 1989年8月24日：21万6487人
- 1999年8月24日：28万4494人
- 2009年8月24日：36万9998人

## 隣接カウンティ
- 北：西ポコット (カウンティ)
- 北東～南：バリンゴ (カウンティ)
- 南西～西：ウアシン・ギシュ (カウンティ)
- 北西：トランス・ンゾイア (カウンティ)

## 基本情報
- 2009年の人口：36万9998人
- 男女比：50%
- 2009年の人口密度：122人/km2
- 2009年の全国人口に占める割合：0.96%
- 年間人口成長率：2.8%
- 年齢構成
  - ～14歳：46.4%
  - 15～64歳：49.6%
  - 65歳～：4.0%
- 世帯数：7万7555人[2]

## 地理
ケリオ川が西のバリンゴ (カウンティ)との間に流れ、ケニア北部のトゥルカナ湖に流れ込む。
エルゲーヨ絶壁が西に聳える。
北部・南部は凹凸が激しい。
片麻岩の地層が広がる。
チェランガニー丘陵が大地溝帯の西半分を形成し、ウガンダのモロト山へと北西に伸びる。

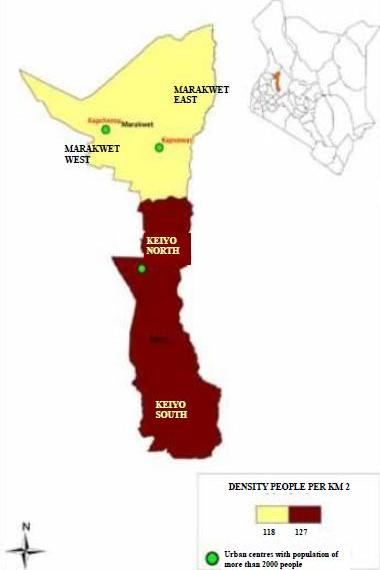
北のマラクウェト地区と南のケイヨ地区に分かれる

長さ48km、幅40kmに広がり、平均標高は2700mである。
最高点は3370mを超える。
頂上の多くが野襤褸菊や溝隠属に覆われる。

## 気候
気温は14～24℃で、年間降水量は400～1400mmである。

## 宗教
カトリックとプロテスタントの両方のキリスト教が盛んである。
イテンやカプソワル等の一部の地域ではイスラム教も信仰される。

## 民族
エルゲーヨ人、マラクウェトゥ人、セングウェル人が主要民族である。
これらはカレンジン人に含まれる。

## 観光
- ケリオ谷国立保護区（英語版）
- チェランガニー丘陵（英語版）
- リモイ国立保護区
- トロキナ国立保護区（英語版）
- チェバラ（英語版）
- セーゴイトゥ丘陵
- カプナロク湖
- キプテベー隕石歴史山脈
- クウェスウォ温泉

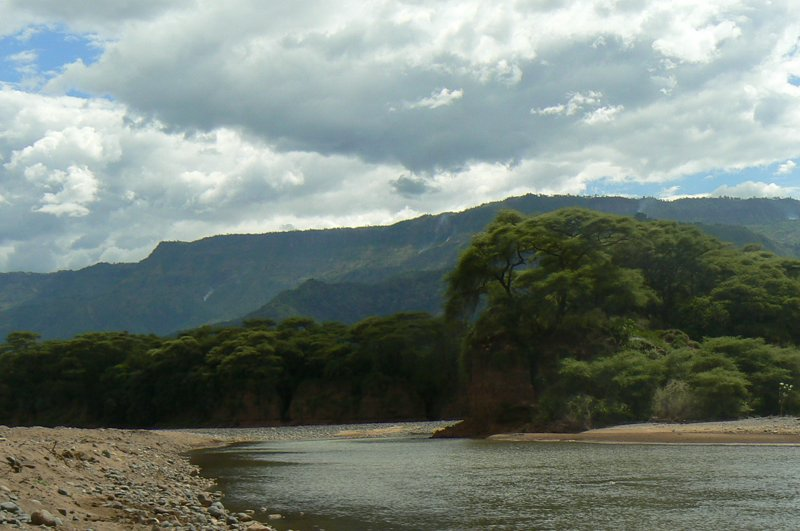
ケリオ川（英語版）
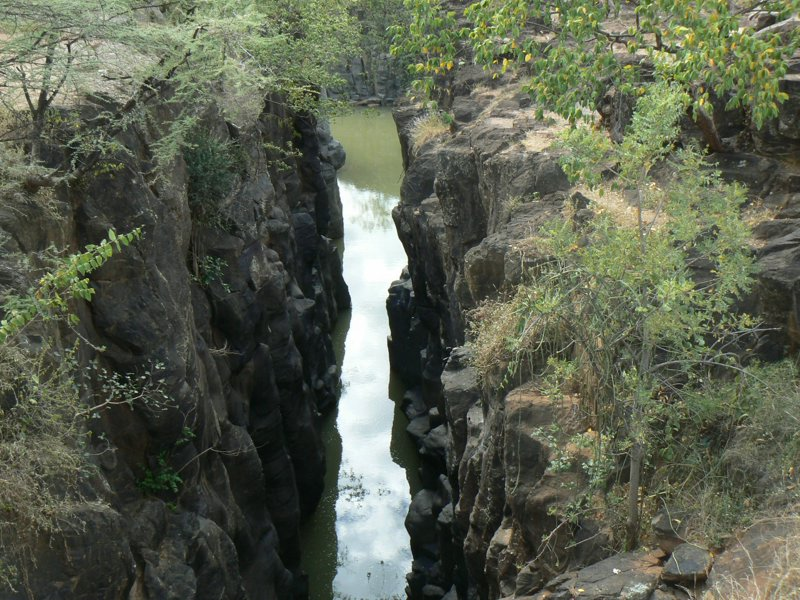
チェプロチュ峡谷
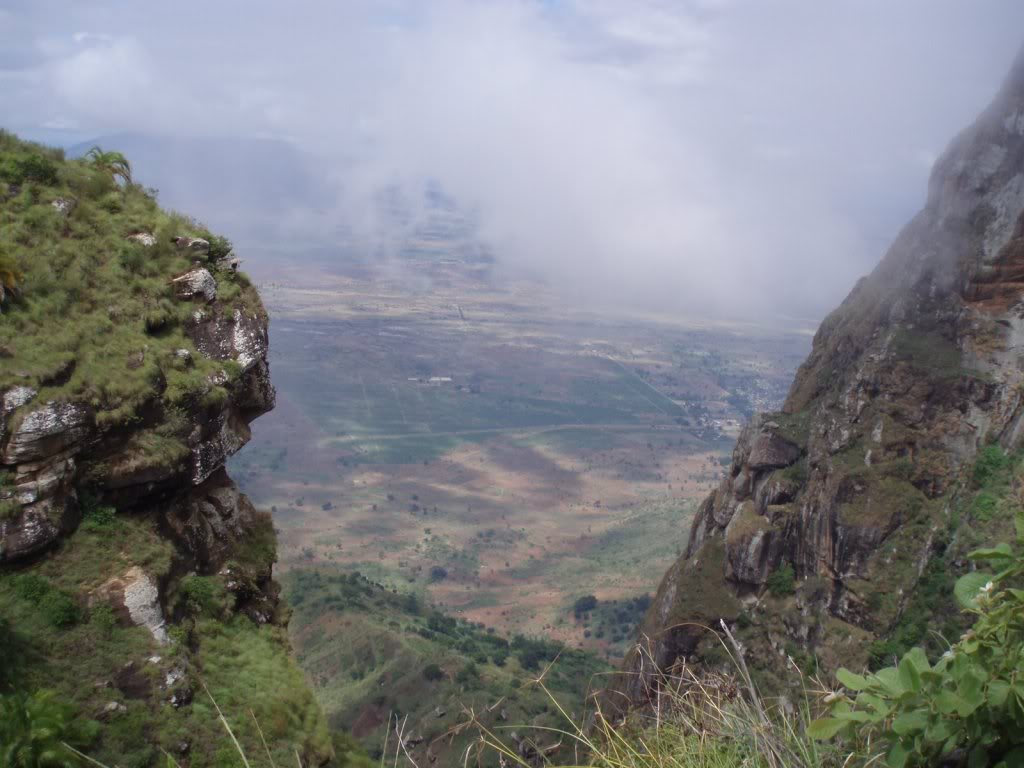
エルゲーヨ絶壁（英語版）
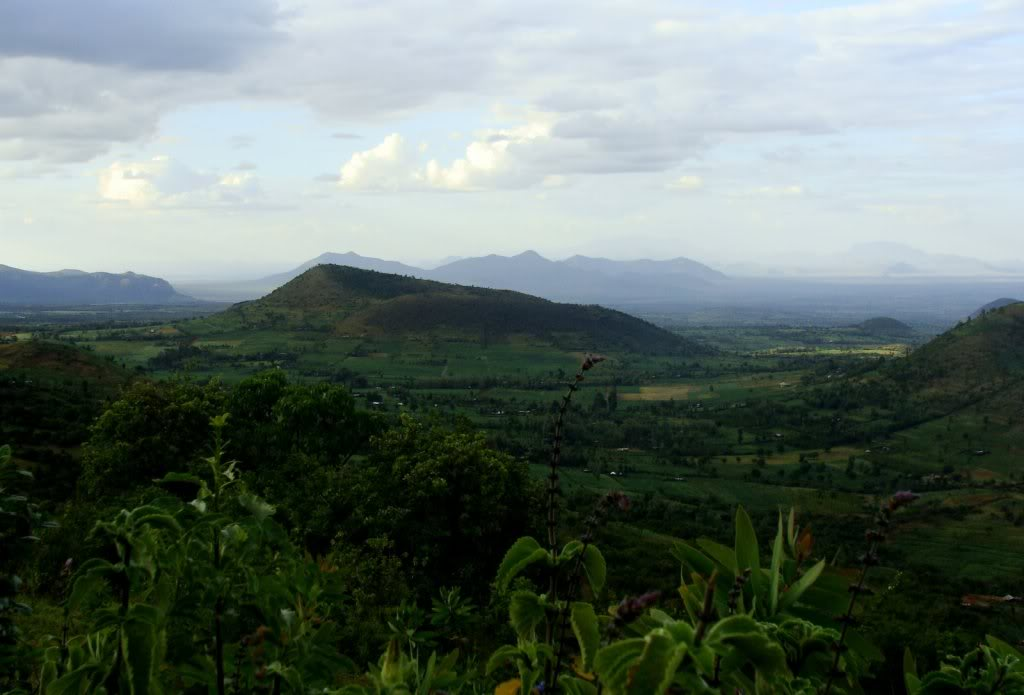
エルゲーヨ・マラクウェト谷
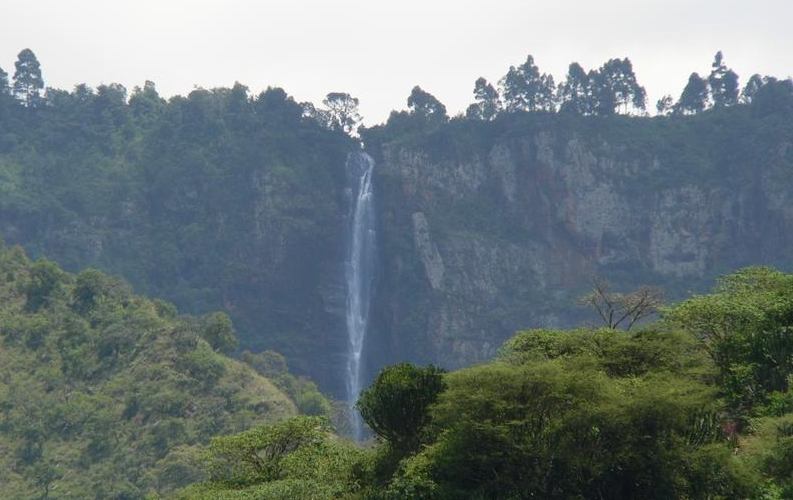
トロク谷
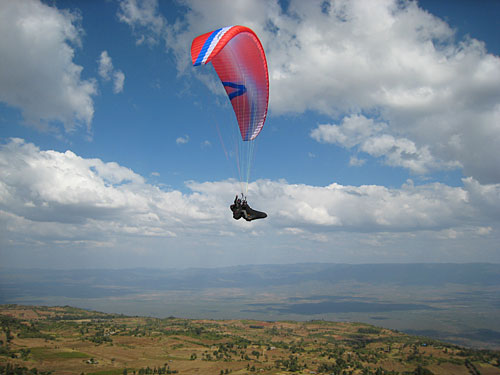
パラグライダー
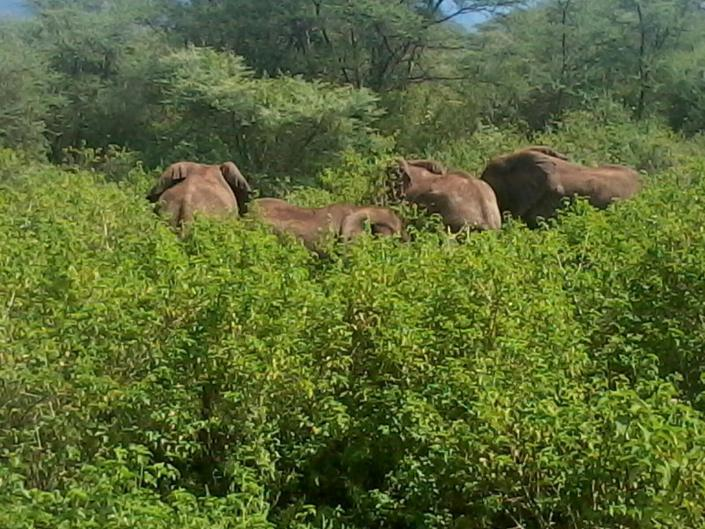
リモイ国立公園
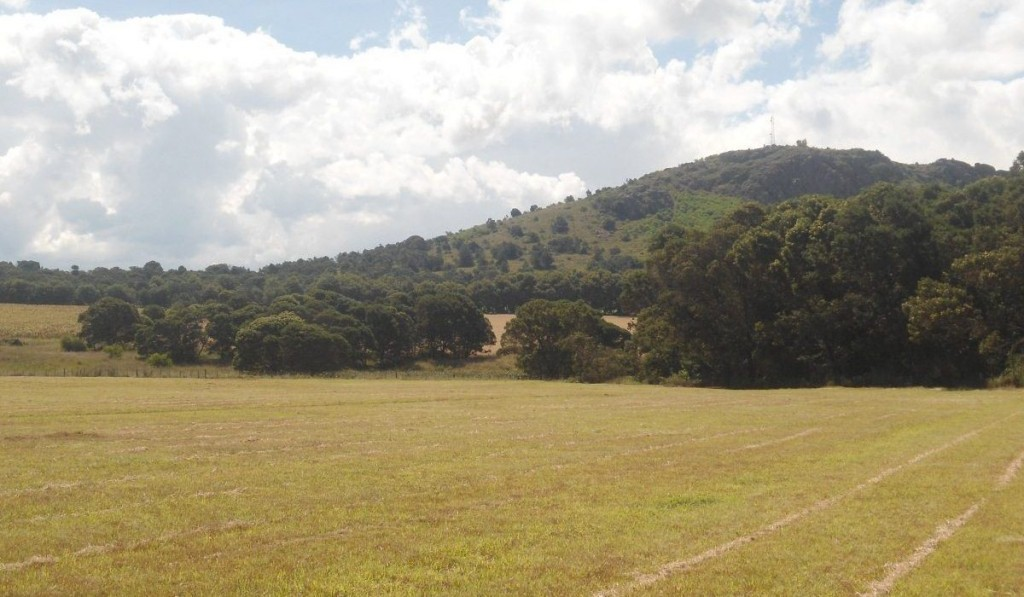
セーゴイトゥ丘陵

## 教育
2007年の値を示す。
- 小学校：373校
  - 生徒数：11万399人
  - 公立学校では生徒36人に教師1人
- 中学校：75校
  - 生徒数：2万887人
  - 公立学校では生徒30人に教師1人
- 教員養成学校：1校
- 技術高校：3校

## 医療
- 施設数
  - 地区病院：2軒
  - 副地区病院：5軒
  - 薬局：89軒
  - 保健所：15軒
  - 医療病院：1軒
  - その他：1軒

- 医者の人口比
  - マラクウェト地区：人口5万人に医者1人
  - ケイヨ地区：人口15万6471人に医者1人

- 乳児死亡率
  - ケイヨ地区：5.7%

- 5歳未満死亡率
  - ケイヨ地区：0.97%

## 著名人
- ニコラス・ビウォット（英語版）(Kipyator Nicholas Kiprono arap Biwott)
  - 1940年～
  - ビジネスマン・博愛主義者・政治家(農業大臣・内務大臣・科学技術大臣・エネルギー大臣・東アフリカ地域協力大臣・貿易産業大臣)

- モーゼス・キプタヌイ(Moses Kiptanui)
  - 1970年10月1日～
  - ケニア代表の男子1500m・3000m障害・5000m走者
    - 1990年：カイロ：アフリカ陸上1500m走金メダル・プロヴディフ：世界ジュニア陸上1500m走金メダル
    - 1991年：カイロ：アフリカ競技大会3000m障害金メダル・東京：世界陸上3000m障害金メダル
    - 1993年：シュトゥットガルト：世界陸上3000m障害金メダル・ロンドン：IAAFグランプリファイナル3000m障害銀メダル
    - 1994年：パリ：IAAFグランプリファイナル5000m銅メダル
    - 1995年：イェーテボリ：世界陸上3000m障害金メダル・モンテカルロ・IAAFグランプリファイナル3000m障害金メダル
    - 1996年：アトランタ五輪19963000m障害銀メダル
    - 1997年：アテネ：世界陸上3000m障害銀メダル・福岡市：IAAFグランプリファイナル3000m障害銀メダル

- リチャード・チェリモ(Richard Chelimo)
  - 1972年4月21日～2001年8月15日)
  - ケニア代表の男子1万m走選手
    - 1990年：プロヴディフ：世界ジュニア陸上金メダル
    - 1991年：東京：世界陸上
    - 1992年：バルセロナ五輪1992銀メダル
    - 1993年：シュトゥットガルト：世界陸上銅メダル

- サリー・バーソイソ（英語版）(Sally Barsosio)
  - 1978年3月21日～
  - ケニア代表の女子1万m走選手
    - 1993年：シュトゥットガルト：世界陸上銅メダル
    - 1997年：アテネ：世界陸上金メダル

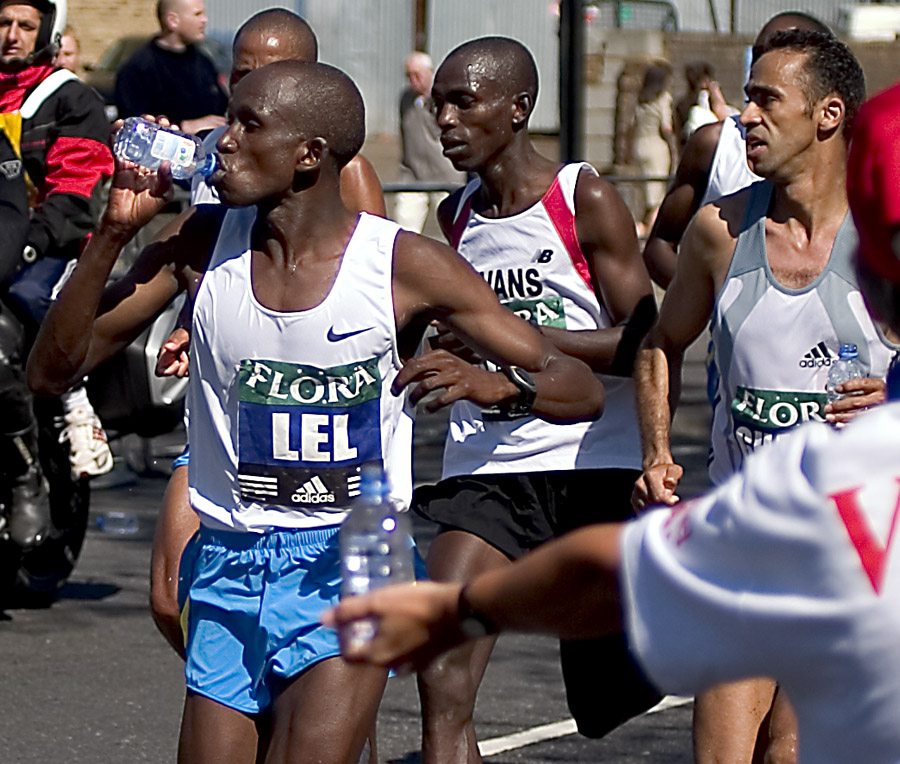
中央がエバンス・ルト(2005年)

- エバンス・ルト（英語版）(Evans Rutto)
  - 1978年4月8日～
  - ケニアの男子マラソン選手
    - 1999年：ベルファスト：世界クロカン金メダル
    - 2001年：ブリストル：世界ハーフマラソン選手権大会銀メダル
    - 2003年：シカゴマラソン金メダル
    - 2004年：ロンドンマラソン金メダル・シカゴマラソン金メダル

- アブラハム・チェロノ（英語版）(Abraham Cherono)
  - 1980年7月21日～
  - ケニア代表の男子3000m障害及びクロスカントリー選手
    - 1998年：アヌシー：世界ジュニア陸上銀メダル
    - 2000年：ヴィラモウラ（英語版）：世界クロカン金メダル
    - 2002年：マンチェスター：英連邦競技大会銅メダル
    - 2003年：ローザンヌ：世界クロカン金メダル・カターニア：軍人世界大会銅メダル

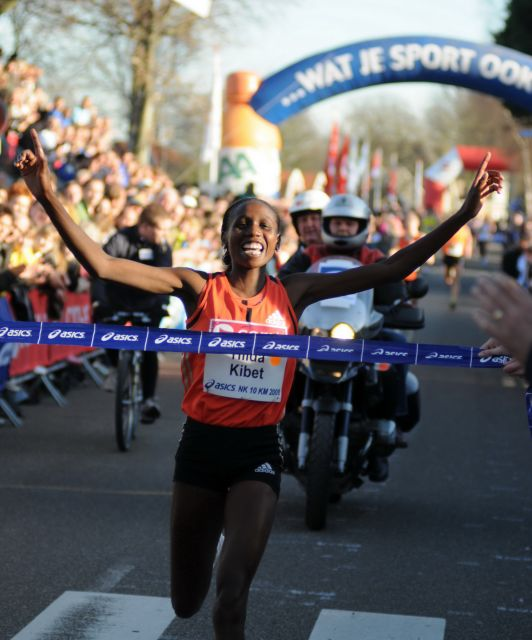
ヒルダ・キベット(2008年)

- ヒルダ・キベット（英語版）(Hilda Kibet)
  - 1981年3月27日～
  - オランダ代表の女子長距離走選手
    - 2008年：ブリュッセル：欧州クロスカントリー競技大会（英語版）金メダル
    - 2010年：バルセロナ：欧州陸上1万m走銅メダル

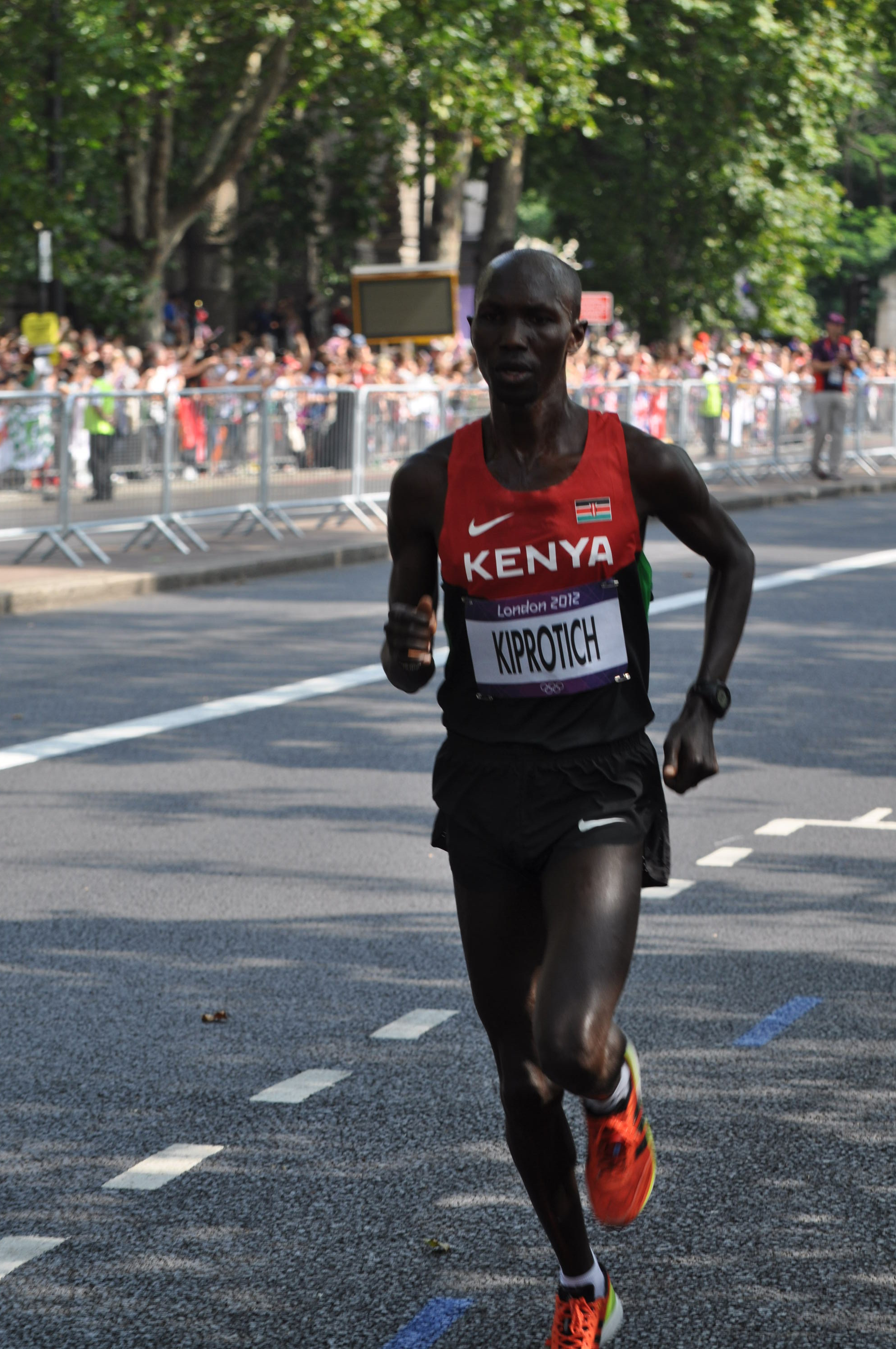
ウィルソン・キプサング・キプロティチ(2012年)

- ウィルソン・キプサング・キプロティチ(Wilson Kipsang Kiprotich)
  - 1982年3月15日～
  - ケニア代表の男子マラソン選手
    - 2010年：パリマラソン銅メダル・フランクフルトマラソン金メダル
    - 2011年：びわ湖毎日マラソン金メダル・フランクフルトマラソン金メダル(世界歴代2位・大会記録)
    - 2012年：ロンドンマラソン金メダル・ロンドン五輪2012銅メダル・ホノルルマラソン金メダル
    - 2013年：ベルリンマラソン金メダル(世界記録)
    - 2014年：ロンドンマラソン金メダル(大会記録)・ニューヨークシティマラソン金メダル
    - 2015年：ロンドンマラソン銀メダル

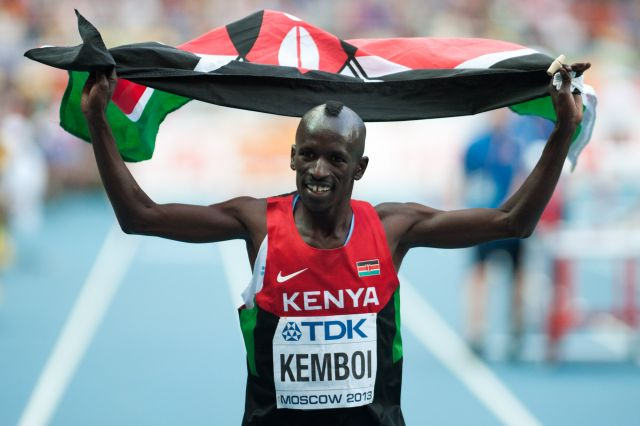
エゼキエル・ケンボイ(2013年)

- エゼキエル・ケンボイ(Ezekiel Kemboi Cheboi)
  - 1982年5月25日～
  - ケニア代表の男子3000m障害走選手
    - 2002年：マンチェスター：英連邦競技大会銀メダル
    - 2003年：パリ：世界陸上銀メダル・モンテカルロ：IAAFワールドアスレチックファイナル銅メダル
    - 2004年：アテネ五輪2004金メダル
    - 2005年：ヘルシンキ：世界陸上銀メダル・モンテカルロ：IAAFワールドアスレチックファイナル銀メダル
    - 2006年：メルボルン：英連邦競技大会金メダル
    - 2007年：大阪市：世界陸上銀メダル
    - 2008年：シュトゥットガルト：IAAFワールドアスレチックファイナル銀メダル
    - 2009年：ベルリン：世界陸上金メダル・テッサロニキ：IAAFワールドアスレチックファイナル金メダル
    - 2011年：大邱：世界陸上金メダル
    - 2012年：ロンドン五輪2012金メダル
    - 2013年：モスクワ：世界陸上金メダル
    - 2015年：北京：世界陸上金メダル

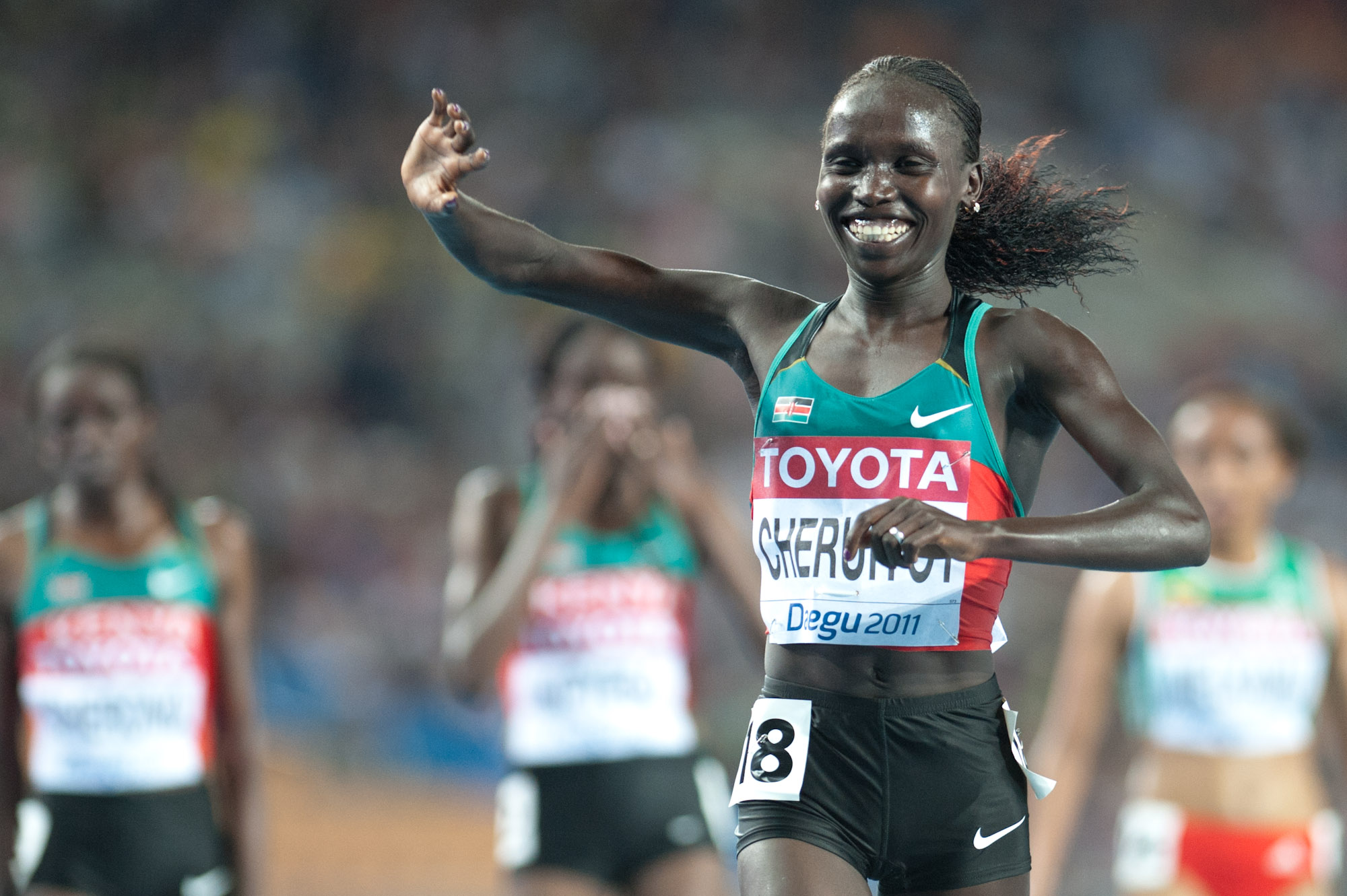
ビビアン・チェルイヨット(2011年)

- ビビアン・チェルイヨット(Vivian Cheruiyot)
  - 1983年9月11日～
  - ケニア代表の女子長距離走選手
    - 1999年：ヨハネスブルク：アフリカ競技大会5000m走銅メダル
    - 2007年：大阪市：世界陸上5000m走銀メダル
    - 2009年：ベルリン：世界陸上5000m走金メダル
    - 2010年：ドーハ：世界室内陸上3000m走銀メダル・ナイロビ：アフリカ陸上5000m走金メダル・デリー：英連邦競技大会5000m走金メダル
    - 2011年：大邱：世界陸上5000m走金メダル・1万m走金メダル・プンタ・ウンブリア（英語版）：世界クロカンシニア金メダル
    - 2012年：ロンドン五輪20125000m走銀メダル・1万m走銅メダル
    - 2015年：北京：世界陸上1万m走金メダル
    - 2016年：リオ五輪20165000m走金メダル・1万m走銅メダル

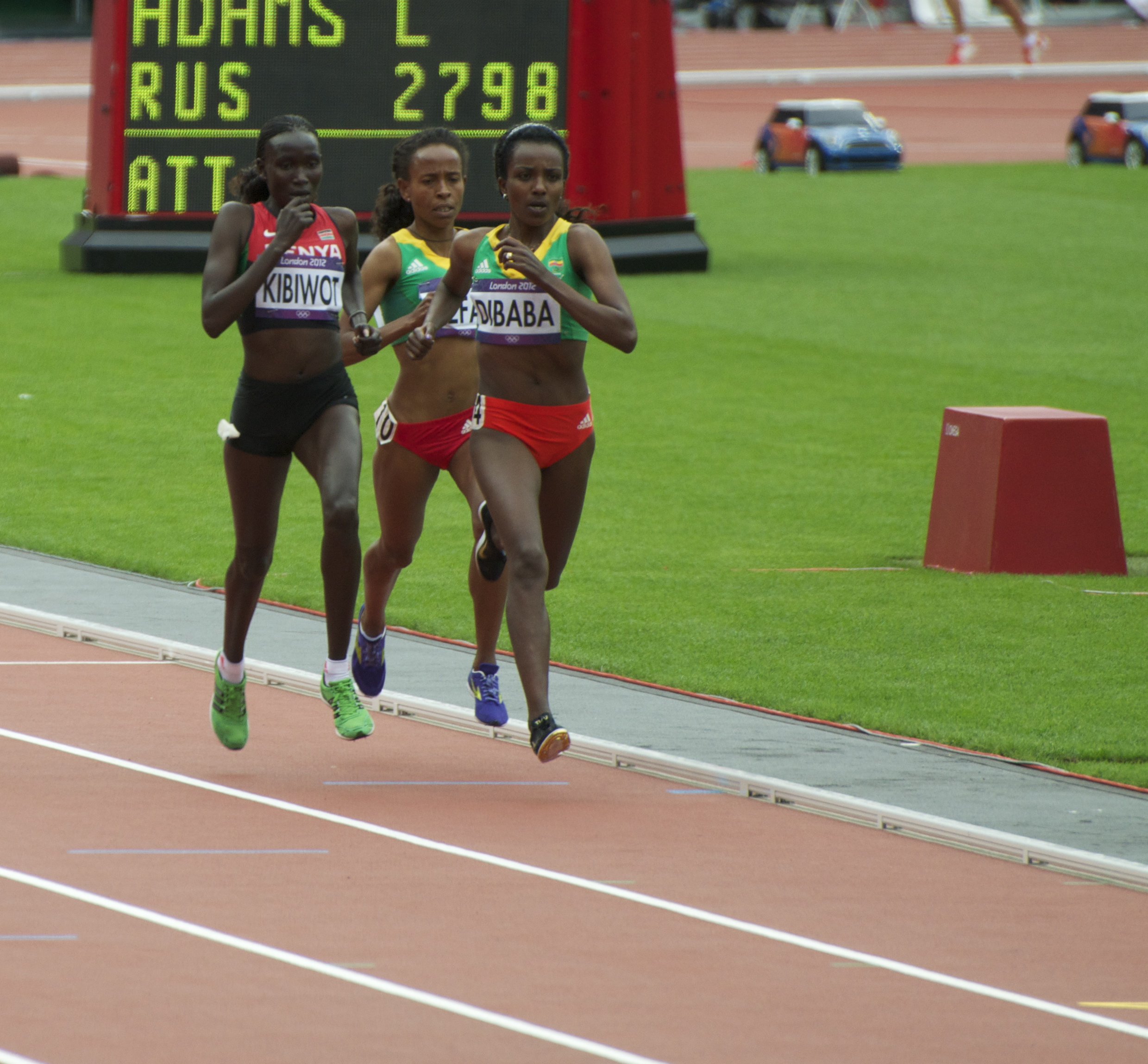
左がヴィオラ・キビウォトゥ(2012年)

- ヴィオラ・キビウォトゥ（英語版）(Viola Kibiwot)
  - 1983年12月22日～
  - ケニア代表の女子1500m走選手
    - 2000年：ヴィラモウラ（英語版）：世界クロカン銅メダル
    - 2001年：オーステンデ：世界クロカン金メダル
    - 2002年：ダブリン：世界クロカン金メダル・キングストン：世界ジュニア陸上金メダル

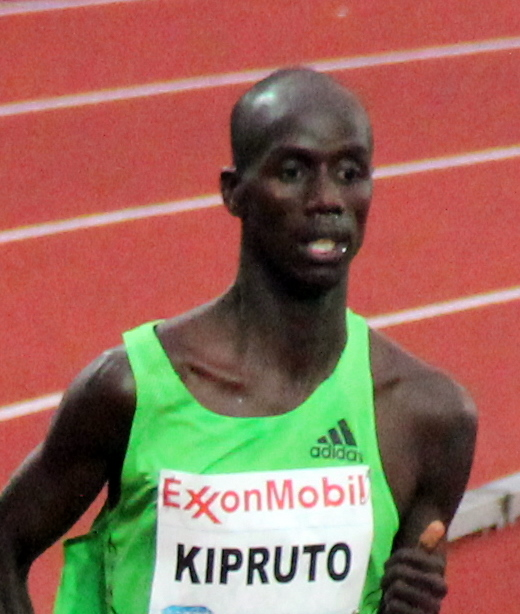
ブライミン・キプロプ・キプルト

- ブライミン・キプロプ・キプルト(Brimin Kiprop Kipruto)
  - 1985年7月31日～
  - ケニア代表の男子3000m障害走選手
    - 2001年：デブレツェン：世界ユース陸上2000m障害走銀メダル
    - 2004年：グロッセート：世界ジュニア陸上銅メダル・アテネ五輪20041500m走銅メダル
    - 2005年：ヘルシンキ：世界陸上銅メダル・モンテカルロ：IAAFワールドアスレチックファイナル銅メダル
    - 2007年：大阪市：世界陸上金メダル・シュトゥットガルト：IAAFワールドアスレチックファイナル銅メダル
    - 2008年：北京五輪2008金メダル
    - 2011年：大邱：世界陸上金メダル
    - 2015年：北京：世界陸上銅メダル

## 指標
| カウンティ       | %    |
| ---------------- | ---- |
| 都市化率         | 14.4 |
| 識字率           | 77.6 |
| 15～18歳の就学率 | 84.8 |
| 舗装道路率       | 5.7  |
| 良好道路率       | 50.8 |
| 電力供給率       | 7.2  |
| 貧困率           | 55.5 |